# Lucy Duff-Gordonová
Lucy, Lady Duff-Gordonová (rozená Lucy Christiana Sutherlandová, 13. června 1863 Londýn – 21. dubna 1935 Putney) byla britská módní návrhářka konce 19. a počátku 20. století. Její podnik nesl název Lucile. Se svým manželem patřili mezi pasažéry lodi Titanic, kteří přežili její ztroskotání.

## Život a práce
Narodila se 13. června 1863, jako dcera torontského inženýra Douglase Sutherlanda. Její sestrou byla Elinor Glynová, slavná spisovatelka. Později, ve své autobiografii Discretions and Indiscretions napsala, že byla pokřtěna Lucy Christiana, ale „všichni mí blízcí přátelé mi říkali Christiana”. Ve věku osmnácti let byla provdána za Jamese Stuarta Wallace, se kterým měla dceru Esmé. Po rozvodu v roce 1888 zůstala Lucy prakticky bez peněz. Aby si vydělala nějaké peníze pro sebe a své dítě, založila dámské krejčovství. V roce 1894 si pronajala obchod a pracovní prostory v čísle 24 na Old Burlington street v Londýně, mezi Bond Street a Regent Street. „Maison Lucile” byl úspěšný a osobitost „Luciliných” šatů se stala okamžitě populární. Každé navržené šaty byly jedinečné, což zvyšovalo poptávku. V roce 1897 koupila větší prostory na Hanover Square 17. Kolem roku 1900 byla firma jedním z největších módních domů Londýna pod jménem „The Maison Lucile“. Mezi její zákaznice patřili Margot Asquithová a královna Marie. V roce 1910 otevřela pobočku Lucile Ltd. v New Yorku. Další salón byl zřízen v roce 1912 v Paříži, a pobočka v Chicagu, otevřena v roce 1915, rozšířila impérium.
Na svou dobu byla velmi pokroková a proslula zejména „emotivními šaty“ a svůdným prádlem. Prosazovala šaty s výstřihy namísto vysokých vyztužených límců obepínajících krk, pohodlnější korsety a svoje modelky neoblékala do dlouhých spodniček.
V roce 1900 se provdala za skotského aristokrata a sportovce sira Cosmo Duff-Gordona. Žili spolu však jen vzácně, protože Lucy svoji práci nadevše milovala.

## Potopení Titanicu
Proslavila se také tím, že přežila potopení parníku White Star Line, Titanic. Cestovala na společný lístek se svou sekretářkou Laurou Mabel Francatelliovou (lístek číslo 17485, stál 56 Liber, 18 Šilinků a 7 Pencí). Lucy obývala kajutu A-20, Laura Francatelliová E-36. Její manžel cestoval v kajutě A-20. Aby se vyhnuli pozornosti novinářů, cestovali pod jménem Morgan a Morganová.
Všichni tři se zachránili v pohotovostním kutru číslo 1 poté, co Lucy odmítla opustit svého muže. A protože poblíž na palubě nebyly žádné ženy, důstojník Murdoch povolil vstup i Cosmovi. A člun s kapacitou 40 osob byl spuštěn pouze se dvanácti osobami na palubě.
Lady Duff-Gordonová si tu noc, jak ironické, na svém oblečení nedala záležet. Přes noční košili si přehodila pouze lehké hedvábné kimono od Mariana Fortunyho, koupené v zimě 1911 v Itálii, a kožešinový kabát (podle tvrzení její sekretářky byl z krtčí kožešiny, podle Lucy samotné byl z veverek) a kolem hlavy si jako turban omotala šálu. Na nohou bez punčoch měla pouze trepky se soukenným nártem a s sebou si nesla malou sametovou kabelku se šperky. Většinu šperků však měla uloženou v lodím trezoru, a tak se potopil například její perlový náhrdelník za 50 000 dolarů (nepojištěný), či smaragdové náušnice, které dostala od svého manžela a které byly rodinné dědictví.
Cestující první třídy, herečka Irene „René” Harrisová později prohlásila, že si s sebou do člunu vzali i kufry, protože na Carpathii byli viděni v různém oblečení, které však dostali, podobně jako ostatní zachránění z Titanicu, od cestujících Carpathie. Irene Harrisová to později v jednom z rozhovorů řekla z toho důvodu, že Lucy Duff-Gordonová ve svých pamětech Discretions and Indiscretions uvedla: „...I v tuto strašlivou chvíli jsem byla udivena americkými ženami, které své manžele opouštěly bez jakýchkoliv námitek, žalu nebo rozloučení. Přivedly rytířský kult ve Spojených státech na takovou úroveň, že to vypadalo, jako by se druhou přirozeností mužů stalo obětovat se, a žen nechat je to udělat.” Protože paní Harisová byla Američanka, cítila se tímto uražená, a s Lucy Duff-Gordonovou se kvůli tomu pohádaly, navzdory jejich dlouholetému přátelství.
Na palubě Carpathie došlo ještě k jednomu menšímu incidentu, když chtěli Duff-Gordonovi pořídit snímek s ostatními zachráněnými z jejich člunu v záchranných vestách. Někteří ze zachráněných, jejichž vzpomínky na potopení byly stále ještě příliš živé, začali při pohledu na cestující v záchranných vestách na člunové palubě panikařit, avšak byli okamžitě posádkou Carpathie uklidněni.

## Stáří
Ve dvacátých letech prodala Lucile Ltd. (podle jejích vlastních slov se jí móda 20. let nelíbila) a v roce 1932 vydala paměti Discretions and Indiscretions.
Zemřela 21. dubna 1935 v pečovatelském domě v Putney na rakovinu prsu zhoršenou zápalem plic. Byla pohřbena po boku manžela v Brookwoodu.
Protože nezanechala poslední vůli, po její smrti se na její pozůstalost vrhli přátelé, které její rodina ani neznala. A tak zmizela například její záchranná vesta z Titanicu, kterou si tehdy nechala podepsat od všech osob z jejího záchranného člunu. Záchrannou vestu si nechala podepsat i Laua Francatelliová – ta se dochovala, a 16. května 2007 byla prodána aukční síni Sotheby's.

## Slavné výroky
- „Noste černou za všech okolností.”
- „Jednoduché šaty nikoho neunaví, natož tak vaše přátele. Takové šaty jsou vždycky v módě, a se slušivým kloboukem a hezkými botami budete vždy elegantně oblečena.”
- „Dívka by se nikdy neměla oblékat tak, aby její šaty vyjadřovaly její osobnost.”
- „Dívka by na ulici nikdy neměla vzbuzovat sex-appeal.”
- „Nikdy by neměla nosit sukně tak krátké, aby odhalila ten kousek nohy nad botou.”
- „Jediná věc, která platí v Americe, je nestydatá propagace sebe sama.”